# Bursera krusei
Bursera krusei är en tvåhjärtbladig växtart som beskrevs av Rzedowski. Bursera krusei ingår i släktet Bursera och familjen Burseraceae. Inga underarter finns listade i Catalogue of Life.